# Ricardo Berna
Ricardo Ferreira Berna, mais conhecido como Ricardo Berna ou simplesmente Berna (São Paulo, 11 de junho de 1979), é um ex-futebolista brasileiro que atuava como goleiro.

## Carreira

### Vegalta Sendai
Contratado pelo técnico Munir Kaluf, do Sendai Ikuen Gakuen/Sendai-Japão, Ricardo Berna foi jogar no futebol japonês com 14 anos de idade.

### Guarani
Após deixar o time japonês por ter sonhado com a queda do avião por duas vezes consecutivas enquanto passava férias no Brasil, ingressou no time da categoria Juvenil do Guarani de Campinas-SP, onde se profissionalisou em 1997, com 17 anos de idade e permaneceu até o início de 2000. Foi Campeão Paulista de Aspirantes e Vice-campeão Paulista de Juniores em 1998.

### Fluminense
Ricardo Berna chegou ao Fluminense ao final de 2005 e permaneceu por muito tempo sem sequer sentar-se no banco de reservas, até que ao fim de 2006, devido a contusão de Diego e de falhas de Fernando Henrique, assumiu o posto de titular. Durante o Campeonato Carioca de 2007, foi barrado por Joel Santana, e voltou a ser reserva. A partir desse momento passou a dividir a reserva com Diego. Em 2009, com a chegada de Parreira, Berna ganhou oportunidades no gol tricolor e até começou bem, vindo a se firmar como titular, porém com o retorno de Renato Gaúcho perdeu novamente o posto para Fernando Henrique.
Mas em 17 de outubro de 2010, graças a lesão de Fernando Henrique e as constantes de falhas de Rafael, voltou a ser titular no gol do Fluminense. Retornou em clássico contra o Botafogo e fez boas defesas sendo um dos responsáveis pelo empate sem gols. Sua principal contribuição foi contra o Internacional, com boa atuação que manteve o empate em 0 a 0 no Beira Rio. Voltou a reserva a partir de 2011 quando o Fluminense contratou Diego Cavalieri.
No ano de 2011 fez 4 partidas no Campeonato Brasileiro, 7 partidas na Copa Libertadores e 13 partidas no Campeonato Carioca. Na sua estréia pelo campeonato brasileiro de 2011 sofreu 2 gols e perdeu para o São Paulo por 2 a 0 dentro de casa. Com gols de Dagoberto e Lucas. Perdeu em outra partida por 2 a 0 para outro clube paulista, o Corinthians. Na comemoração pelo título brasileiro, uma cena chamou muito a atenção. O goleiro reserva do Fluminense, Ricardo Berna, suspendeu e carregou Abel Braga nos ombros. A força do camisa 1 surpreendeu até o próprio técnico. No jogo em que o Fluminense foi Tetracampeão Ricardo Berna foi reserva, o titular foi Cavalieri desde de 2011. Berna voltou a atuar pelo Fluminense depois de mais de 2 meses fora dos campos. Não conseguiu evitar a derrota para o Vasco na última rodada por 2 a 1 em casa.
Na primeira partida do Fluminense no ano de 2013, Ricardo Berna começou como titular contra o Nova Iguaçu no Campeonato Carioca. Fez uma defesa que impediu o primeiro gol do Nova Iguaçu em São Januário. Jogo vencido pelo Fluminense por 2 a 0.

### Náutico
Em 4 de julho de 2013, Berna foi confirmado como reforço do time para a disputa do campeonato brasileiro. Jogador mais antigo do elenco do Fluminense, o goleiro iniciou sua trajetória no tricolor em 2005. O melhor momento foi no fim de 2010, quando virou titular na reta decisiva da conquista do Campeonato Brasileiro. Essa contratação foi fruto de um esforço muito grande e válido. Estamos trazendo um goleiro experiente e que vai agregar muito ao Náutico. Ele já passou por momentos difíceis no Fluminense e depois deu a volta por cima. Tenho certeza de que irá nos ajudar - afirmou o diretor de futebol Sérgio Lins.

### Macaé
Em 23 de dezembro de 2014, o Macaé anunciou como novo reforço e Berna assinou com o Alvianil Praiano por uma temporada, no qual o seu contrato terminará no fim de 2015.

### Fortaleza
Após muita novela, Ricardo Berna conseguiu liberação com o Macaé, e assinou até dezembro de 2015, com o Fortaleza.

### Acidente
Pelo Fortaleza bateu a cabeça na trave e em seguida, ao tentar fazer o gol, o atacante adversário entrou de carrinho e acabou acertando a cabeça do goleiro, no jogo Fortaleza x Guarany de Sobral depois de uma falta batida por Clodoaldo em janeiro de 2016 na Copa dos Campeões Cearenses de 2016

### Aposentadoria
Em 24 de maio de 2018, Ricardo Berna anunciou sua aposentadoria, aos 38 anos, com sua despedida festiva marcada para 21 de julho, dia do aniversário do Fluminense, seu ex-clube, onde jogou entre 2005 e 2013.

## Títulos
America Mineiro
- Campeonato Mineiro: 2001

Fluminense
- Copa do Brasil: 2007
- Campeonato Brasileiro: 2010, 2012
- Campeonato Carioca: 2012

Fortaleza
- Campeonato Cearense: 2016
- Copa dos Campeões Cearenses: 2016